# 盛彥 (崇禎舉人)
盛彥（？—？），山西太原府陽曲縣人，清朝初年政治人物。

## 生平
崇禎十五年（1642年）壬午科山西鄉試第四名舉人，為《詩經》經魁。明亡仕清，官至江南宿州知州。